# Gaspare Aselli

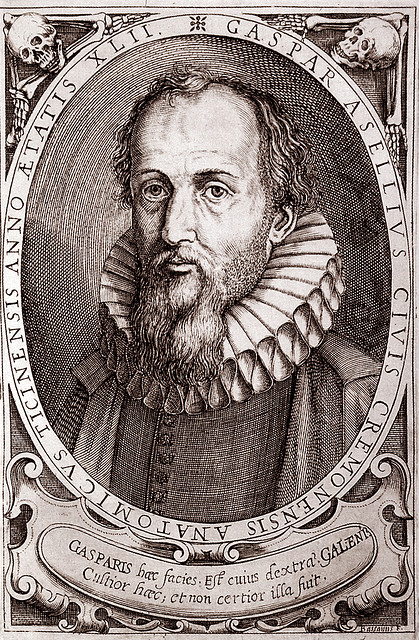
Gaspare Aselli, Gravierung von Cesare Bassano

Gaspare Aselli, auch Gaspare Asellio und Gaspar Aselli (* um 1581 in Cremona; † 14. April 1626 in Mailand), war ein italienischer Chirurg und Anatom. Er entdeckte 1622 die Gefäße des Lymphsystems.

## Leben
Aselli praktizierte nach dem Studium an der Universität Pavia in Mailand als Chirurg und wurde dort Professor für Anatomie und Chirurgie sowie Ehrenbürger. Von 1612 bis 1620 übte er das Amt des leitenden Feldchirurgen der Spanischen Armee in Italien aus. Er entdeckte 1622 durch Vivisektionen an Hunden eher zufällig die von ihm als „Milchgefäße“ (Milchvenen) bezeichneten Lymphgefäße im Darmgekröse. Durch systematische Untersuchungen konnte er seine Beobachtung bestätigen. Asellis Forschungen wurden im Jahr 1627 posthum in Mailand veröffentlicht. Die Rezeption verlief vergleichsweise rasch. Die Publikation enthielt zur Differenzierung der verschiedenen Gefäßarten farbige Holzschnitte. Dies war ein Novum in der Geschichte der Anatomie.

## Schriften
- De lactibus sive lacteis venis. Mailand 1627 (Neudruck 1972).